# Kamienista (Góry Wałbrzyskie)
Kamienista (niem. Stain-Berg) – wzniesienie o wysokości 536 m n.p.m., w południowo-zachodniej Polsce, w Sudetach Środkowych, w paśmie Gór Wałbrzyskich.
Wzniesienie położone jest w północno-zachodniej części Gór Wałbrzyskich, w Masywie Chełmca, około 4 km, na zachód od Szczawna Zdroju.
Jest to kopulaste wzniesienie o łagodnych zboczach i mało wyraźnym wierzchołku, który wyrasta z północnego zbocza Chełmca o niecałe 16 m, ponad powierzchnię zbocza. Wznosi się po południowo-wschodniej stronie Lubomina o 90 m. ponad dolinę potoku Czyżynka. Zbocze wschodnie wyraźnie opada w kierunku Szczawna-Zdroju, na zachodnim zboczu u podnóża góry nad potokiem Czyżynka znajduje się zespół skałek.
Wzniesienie zbudowane jest z osadowych skał karbońskich: szarogłazów, zlepieńców, piaskowców i iłołupków, poprzecinanych licznymi żyłami permskich ryolitów i melafirów pochodzenia wulkanicznego.
Zbocza i szczyt zajmują użytki rolne o przewadze górskich łąk. Niewielkie pasy zieleni z drzew liściastych występują wzdłuż dróg polnych i miedz.
Nazwa wzgórza Kamienista pochodzi od kamienistego podłoża i licznie występujących na zboczach polnych kamieni, które w przeszłości wykorzystywano do budowy domów.
Wzniesienie położone jest na terenie Obszaru Chronionego Krajobrazu Kopuły Chełmca, Trójgarbu i Krzyżowej Góry koło Strzegomia.
Wschodnim podnóżem wzniesienia prowadziła linia kolejowa Boguszów-Gorce – Szczawno-Zdrój, którą w latach 90. XX wieku rozebrano. O dawnym szlaku przypominają w terenie nasypy i wąwozy.